# Ołeksandriwka (rejon konotopski)
Ołeksandriwka (ukr. Олександрівка) – wieś na Ukrainie, w obwodzie sumskim, w rejonie konotopskim, w hromadzie Buryń. W 2001 liczyła 533 mieszkańców, spośród których 528 wskazało jako ojczysty język ukraiński, a 5 rosyjski.